# Ronan Badel
Ronan Badel, né le 17 janvier 1972 à Auray (Morbihan), est un artiste français, illustrateur et auteur de littérature jeunesse.
Une de ses séries jeunesse les plus « célèbres » est celle du « petit garçon têtu » Émile, sur des textes de Vincent Cuvellier, dont il est l'illustrateur.

## Biographie
Ronan Badel, naît o Auray le 17 janvier 1972. Il y suit sa scolarité au lycée Benjamin-Franklin. Il continue dans une école de dessin à Paris puis il est diplômé de l'École supérieure des arts décoratifs de Strasbourg,. Il indique en 2013 : « Dans le jury qui a examiné mon projet de diplôme, il y avait un éditeur du Seuil. C'est ainsi que mon premier livre est sorti, en 1998 », alors qu'il est âgé de 26 ans.
Il enseigne l’illustration dans une école d’art à Paris durant plusieurs années, puis retourne dans sa région natale, la Bretagne, à Vannes, en 2003, où il réside toujours, pour se consacrer à l'écriture et à l'illustration d'ouvrages jeunesse.
Il se sert de plusieurs techniques d'illustration, et déclare en 2014 : « Quand je reçois un projet ou quand j’écris un texte, je ne sais jamais quelle piste graphique je vais utiliser. C’est précisément ce qui m’intéresse. Je veux continuer à chercher et à explorer différentes écritures, différents outils. » En 2017, il précise : « Je réalise un dessin par jour, ce qui fait que je réussis à illustrer un album tout entier en un mois. En une année, je parviens à en faire une dizaine ! [...] Parfois, j’illustre 5 ou 6 livres en même temps. »
Il réalise également « des couvertures de romans pour adultes ».
Il a illustré plusieurs dizaines d'ouvrages, sur des textes de Vincent Cuvellier — dont la série Émile,,, créée en 2012 —, Davide Cali, Valentine Goby, Fanny Joly ou Hubert Ben Kemoun . 
Il écrit également ses propres textes, qu'il illustre. Il est ainsi auteur-illustrateur d'une vingtaine de titres, dont la série jeunesse de bande dessinée en quatre tomes Petit Sapiens, publiée entre 2006 et 2011, et de l'album 3600 secondes en 2010, dont la critique du magazine Télérama mentionne : « Tout en douceur, mais à 100 000 à l'heure, 3 600 secondes est un voyage en poésie », ouvrage dont Ronan Badel déclare trois ans après sa publication, en 2013: « J’y parle de ma vie, de mon grand-père, de mon chien et de mon rêve. C’est un livre autobiographique ». En 2013 sortent L'Ami paresseux ou Kiki et Rosalie, qui, selon la critique du journal Le Figaro « aborde sans jamais s'appesantir des sujets graves comme la solitude des personnes âgées ou l'intolérance » et pour qui « le dessin allègre de Ronan Badel ajoute au charme de l'ouvrage. »
Il est publié par plusieurs éditeurs jeunesse, dont les éditions Autrement, les éditions Flammarion, Gallimard, éditions Sarbacane ou Didier Jeunesse.
Ronan Badel compte plus de 150 publications, en 2016.
Il a été récompensé de plusieurs prix, dont le Prix Sorcières, par deux fois, en 2013 et 2015.
Il est l'illustrateur  de la série de romans jeunesse écrite par Charly Delwart, Les Aventures de moi-même. Le premier tome Journal de ma fugue est publié en 2021. Pour l'avis critique de Télérama : « Charly Delwart a l’art de faire rire en mêlant fantaisie, rigueur parfois cruelle de l’observation et tendresse, toujours. De cette singulière alchimie, soutenue par le crayon espiègle d’un illustrateur au diapason, naît un roman d’initiation extrêmement drôle, mais plus sérieux qu’il n’y paraît ». En 2022, sort le deuxième opus Journal du grand amour, et le troisième en 2023, Journal de ma manif.

## Publications
Liste non exhaustive

### Auteur et illustrateur
Séries de bande dessinée
- Petit Sapiens, éditions Lito

1. La Vie de famille, 2006
2. Derrière la montagne, 2006
3. Une tête bien faite, 2008
4. Mademoiselle Lune, 2011

- Pépère le chat, Père Castor

1. Une famille au poil,2019
2. La maison du chat, 2019

Quelques albums
- 3600 secondes[11], Autrement jeunesse, 2010
- Kiki et Rosalie[12], Sarbacane, 2013
- L'Ami paresseux, Autrement jeunesse, 2013
- Cache-toi, Arsène !, Sarbacane, 2018

### Illustrateur
Principales séries

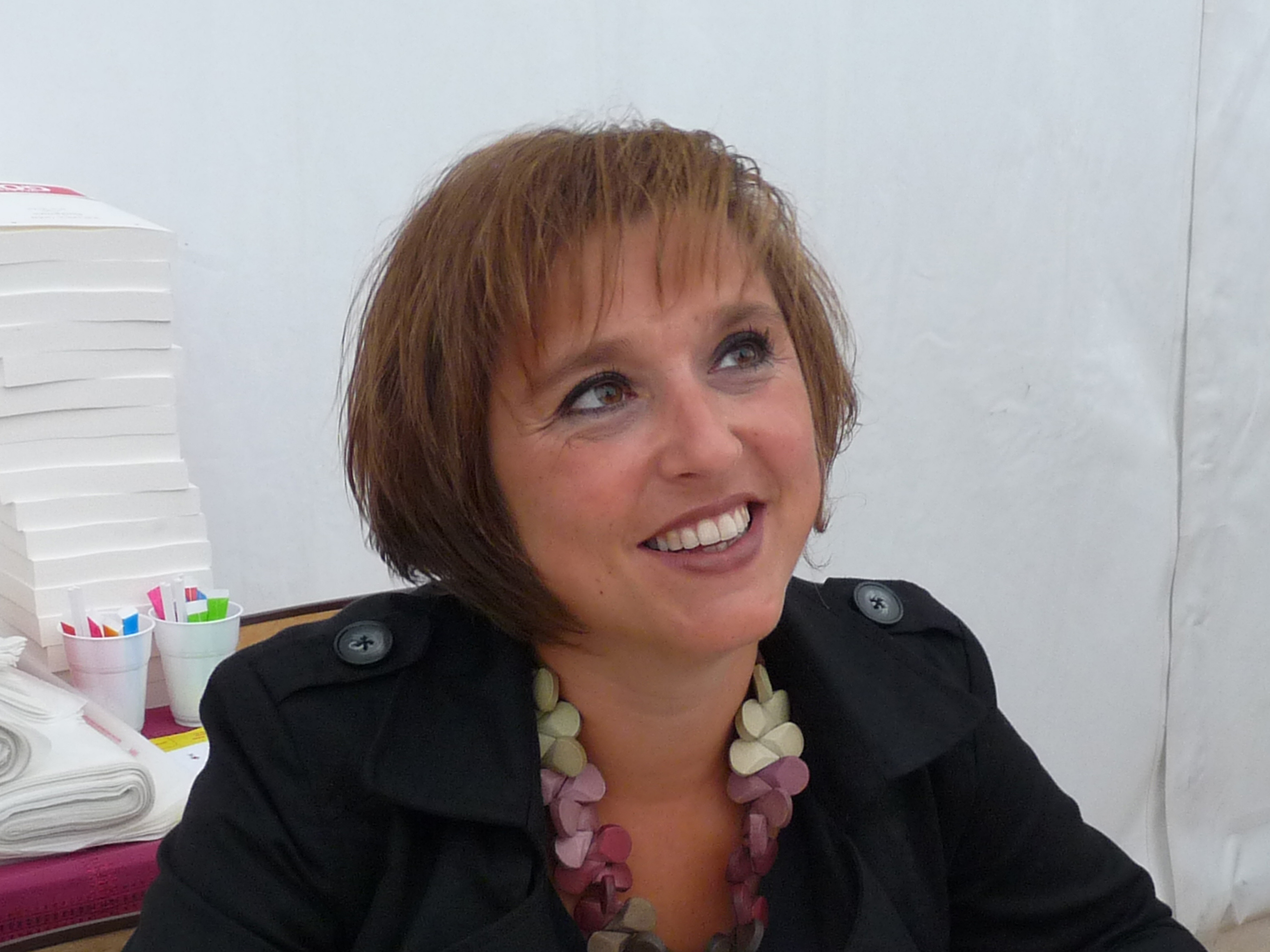
Valentine Goby en 2011, avec qui il a réalisé plusieurs titres de la série Français d'ailleurs, entre 2007 et 2014.

- Série Français d'ailleurs, texte de Valentine Goby, Autrement jeunesse
  - Une demi-douzaine de titres, dont Antonio ou la résistance[17], 2011 ; 2007 - 2014
- Série Les Sales Histoires de Félicien Moutarde, texte de Fabrice Melquiot, L’Élan vert
  -  La Naissance de Félicien Moutarde, 2010
  -  Deuxième fois qui pique, 2011
- Série Les Aventures de Tim et Gruk, texte de Josh Lacey, traduction de  Anne Krief, Gallimard jeunesse

1. Un chien nommé Gruk ((en) A dog called Grk ), 2009
2. Gruk et le gang des Pelotti ((en) Grk and the Pelotti gang), 2009
3. Gruk sur la piste des hot dogs ((en) Grk and the hot dog trail), 2010

- Série Cucu la praline, texte de Fanny Joly, Gallimard jeunesse
  - Une dizaine de titres ; 2010 - en cours
- Série Émile[4],[5],[2],[10], sur un texte de Vincent Cuvellier, Gallimard Jeunesse
  - Une vingtaine de titres ; 2012 - en cours
- Série Billie du Bayou, texte de  Séverine Vidal, L'élan vert

1. SOS Garp en détresse, 2013
2. Le banjo de Will, 2013

- Série Le Loup gris, texte de Gilles Bizouerne, Didier jeunesse

1. La Bonne Humeur de Loup Gris, 2012
2. Le jour où Loup gris est devenu bleu, 2014
3. Loup gris et la mouche[18], 2017
4. Loup gris se déguise, 2019

- Série Dragons, texte de Alexandre Lacroix, Père Castor-Flammarion

1. Dragons, père et fils[19], 2014
2. Dragons amoureux ![20], 2016
3. Dragons au boulot !, 2018

- série Les Aventures de moi-même, écrite par Charly Delwart, Paris, Flammarion Jeunesse

1. Journal de ma fugue, 2021, 144 p.  (ISBN 9782080205957)[14]
2. Journal du grand amour, 2022, 144 p.  (ISBN 978-2080272966)[15]
3. Journal de ma manif[16], 2023

Quelques albums
- Alerte au cyclone, texte de Michel Piquemal, Nathan, 2003
- Ma dent ! Elle bouge !, texte de Agnès de Lestrade, Lito, 2006
- Petit Tom et la tata qui pique, texte de Didier Lévy, Oskar, 2006
- Mon papa, ce géant, texte de Michel Piquemal, Rocher, 2006
- La Légendaire Histoire des douze sœurs Flûte, texte de Vincent Cuvellier, Gallimard jeunesse, 2010
- Moi !, texte de Hubert Ben Kemoun, Nathan, 2007
- Flamzy le petit dragon, texte de Claudine Desmarteau, Seuil jeunesse, 2007
- La Chèvre biscornue, texte de Christine Kiffer, Didier jeunesse, 2008
- texte de Françoise de Guibert, plusieurs titres, dont  Billy le môme[21], éditions Thierry Magnier, 2010
- Mona Lisa, Léonard de Vinci, texte de Géraldine Elschner, Cndp, Crdp, 2011
- Les Aventures agricoles d'Harry l'agriculteur,  texte de Christophe Nicolas, Albin Michel jeunesse, 2012
- texte de Noé Carlain (pseudo.), plusieurs titres, dont Le Livre abominable[22], Sarbacane, 2012
- Les Ogres mutants, texte de Guillaume Guéraud, Sarbacane, 2013
- Le carnet secret de Timothey Fusée[23], texte de  Amanda Sthers, Nathan, 2013
- Bob le Loup, texte de Jean-Luc Le Pogam, Glénat, 2013
- Henri ne veut pas aller au centre de loisirs[24], texte de Christophe Nicolas, Didier Jeunesse, 2013
- P'tit Napo[25], texte de Géraldine Elschner, Glénat, 2014
- Ce que le roi qui n'avait pas d'enfants ne savait pas, texte de Jo Hoestlandt, Oskar, 2015
- Les extraordinaires aventures de tous les jours, texte de Claude Gutman, Castor Poche, 2015
- P'tit Louis XIV, texte de Géraldine Elschner, Glénat, 2015
- Tonnerre de prouts !, texte de Antoine Guilloppé, Gautier-Languereau, 2015
- The Bacon Brothers : Retour en Amérique[26], texte de Davide Cali, ABC Melody, 2016
- Il était trop de fois[27], texte de Muriel Zürcher, éditions Thierry Magnier, 2016
- Embrasse-moi, texte de Jacques Prévert, Gallimard jeunesse, 2016
- L’Écrivain abominable, texte de Anne-Gaëlle Balpe, Sarbacane, 2017
- P'tie Cléo, texte de Géraldine Elschner, Glénat, 2017
- Les nouvelles aventures extraordinaires de tous les jours, texte de Claude Gutman, Flammarion jeunesse, 2017
- Alerte à l'école, texte de Antoine Guilloppé, Gautier-Languereau, 2017
- La chanson perdue de Lola Pearl : Hopper, co-réalisé avec Davide Cali, L'Élan vert, 2018  — Une enquête illustrée par 12 tableaux de Edward Hopper.
- Groléfant & Tit'Souris : histoires (de) bêtes, co-réalisé avec Pierre Delye, Didier jeunesse, 2018
- Tout ce que le Père Noël ne fera jamais, co-réalisé avec Noé Carlain, L'Élan vert, 2018
- C'est qui, le plus poli ?, texte de Paule Battault, Milan, 2019
- Le permis d'être un enfant, texte de Martin Page, Gallimard jeunesse, 2019
- Le petit livre des premières fois, texte de Stéphane Daniel, Sarbacane, 2019

## Quelques expositions
- 2010 : 10 ans de dessins originaux, pour 75 albums, galerie Les Funambules, Vannes (Morbihan)[28]
- 2017 : « Embrasse-moi », planches originales de l'album (textes de Jacques Prévert), Festival du Livre de Jeunesse de Beausoleil (Alpes-Maritimes)[29]
- 2020 : « Petit sapiens. Flash-back dans le temps ! », durant le Salon du roman historique 2020[30], Médiathèque Gustave-Eiffel, Levallois-Perret (Hauts-de-Seine)

## Prix et distinctions
- 2011 : Prix Chronos de Littérature[31] pour Le Pépé de mon Pépé, texte de Noé Carlain (pseudo.), qu'il a illustré
- 2013 : 
  - Prix du roman historique jeunesse[32], pour Antonio ou la résistance[17], texte de Valentine Goby, qu'il a illustré
  - Prix Sorcières[13],[5] catégorie Premières lectures, pour Émile est invisible, texte de Vincent Cuvellier, qu'il a illustré
  -  Prix des libraires du Québec section Jeunesse[33],[5], pour  Émile est invisible, texte de Vincent Cuvellier, qu'il a illustré
  - Prix Ficelle[34] pour Tout ce qu'une maman ne dira jamais, texte de Noé Carlain, qu'il a illustré
  - Prix Je lis J'élis[22] pour Le Livre abominable, texte de Noé Carlain (pseudo.), qu'il a illustré
- 2014 : Prix Chronos de Littérature[31] pour Kiki et Rosalie[12], qu'il a écrit et illustré
- 2015 : 
  - Prix Sorcières[13] catégorie Premières lectures, pour Le Meilleur Livre pour apprendre à dessiner une vache, texte de Hélène Rice, qu'il a illustré
  - Prix des Incorruptibles[35] pour La Bonne Humeur de Loup Gris, texte de Gilles Bizouerne, qu'il a illustré
- 2016 : Coup de cœur Jeune Public printemps 2016 de l'Académie Charles-Cros avec Vincent Cuvellier pour Émile en musique[36]
- 2021 : 
  - Prix Littéralouest, dans trois catégories[37], pour les deux ouvrages qu'il a illustrés : Loup gris se déguise de Gilles Bizouerne, Le permis d’être un enfant de Martin Page, et pour Pépère le chat, tome 1 : La maison du chat qu'il a écrit et illustré
  - Prix Gayant Lecture[38] pour L'épouvantable bibliothécaire, texte d'Anne-Gaëlle Balpe, qu'il a illustré
- 2022 : Prix Gayant Lecture[38] pour Loup gris et Louvette, texte de Gilles Bizouerne, qu'il a illustré